# Periclina syctaria
Periclina syctaria är en fjärilsart som beskrevs av Walker 1860. Periclina syctaria ingår i släktet Periclina och familjen mätare. Inga underarter finns listade i Catalogue of Life.